# Wiesław Cupała
Wiesław Cupała, ps. Rotmistrz (ur. 27 sierpnia 1956 w Ostrowie Wielkopolskim) – polski happener, jeden z liderów Pomarańczowej Alternatywy, artysta, pisarz, matematyk, redaktor strony internetowej Ruchu Wolność i Pokój.

## Działalność zawodowa
Ukończył w 1981 Wydział Matematyki, Fizyki i Chemii Uniwersytetu Wrocławskiego, obronił doktorat z matematyki teoretycznej w 1985 w PAN we Wrocławiu. W latach 1987–1994 adiunkt w PAN we Wrocławiu, 1994–2003 adiunkt na Wydziale Matematyki, Informatyki i Ekonometrii Uniwersytetu Zielonogórskiego, 2003–2007 starszy wykładowca na Wydziale Podstawowych Problemów Techniki Politechniki Wrocławskiej, 2008–2010 rekruter w Power Media.

## Działalność polityczna
W latach 1976–1980 współpracownik i kolporter wydawnictw KOR i Komitetu Samoobrony Społecznej „KOR”. 13–14 grudnia 1978 współzałożyciel Studenckiego Komitetu Solidarności we Wrocławiu. W listopadzie i grudniu 1981 współzałożyciel, redaktor, autor i drukarz pisma NZS „Na strajku”. W stanie wojennym internowany w okresie 18.02.1982 – 15.03.1982 w obozie w Nysie. 1982–1989 drukarz, kolporter wydawnictw Solidarności Walczącej, 1983–1987 w jego mieszkaniu odbywały się audycje i był ulokowany nadajnik Radia Solidarności Walczącej. 1982–1988 składacz „Biuletynu Dolnośląskiego”. 1990–1991 członek Partii Wolności. Za swoją działalność został odznaczony Krzyżem Solidarności Walczącej i Srebrną Odznaką Honorową Wrocławia (2022).

## Pomarańczowa Alternatywa
W 1981 był jednym z inicjatorów i działaczy happenerskiego ruchu Pomarańczowa Alternatywa. Redaktor pisma „Pomarańczowa Alternatywa”, współautor wspólnie z Waldemarem „Majorem” Fydrychem pierwszych dwóch krasnoludków, które zostały namalowane w nocy z 30 na 31 sierpnia 1982 na transformatorze na Sępolnie oraz na bloku na Biskupinie, autor i organizator happeningów.
W wyborach parlamentarnych w 1989 był szefem sztabu Waldemara „Majora” Fydrycha, który kandydował do Senatu jako kandydat niezależny.